# 海岸寺 (堺市)
海岸寺（かいがんじ）は、大阪府堺市中区平井にある黄檗宗の寺院。

## 歴史
開創は江戸時代初期とされるが不詳。当時の（大鳥郡）平井村には萬福寺末寺の海岸寺、真言宗観音寺、真言律宗安楽寺の3ヶ寺があった。
明治初年に安楽寺が無住となったため、海岸寺の住職が安楽寺に入り、海岸寺と称した。
貞享年間（1684年 – 1688年）に泉州三十三所第7番の観音寺と元の海岸寺は廃寺となったため、3ヶ寺の仏像は全て新しい海岸寺に移され、現在に至る。
また、神仏分離により境内にあった鎮守社は和泉西国三十三箇所第6番の来迎寺と同様、多治速比売神社に合祀されたといわれる。
以前の本堂は昭和36年（1960年）の第2室戸台風で倒壊し、安置されていた大部分の仏像は大きな被害を受けた。現在の本堂は平成10年（1998年）に再建されたものである。

## 行事
- 御影供（弘法大師）（4月20日・21日）
- 盂蘭盆会（施餓鬼）（8月16日）

## 交通
- 泉北高速鉄道深井駅から徒歩20分
- 南海バス「天の橋」から徒歩8分